# Moord met een strijdbijl
Moord met een strijdbijl is het eerste deel van de Nederlandse detectiveserie Baantjer Inc. die vanaf het begin werd verzorgd door Ed van Eeden. Op de achtergrond kijkt Appie Baantjer toe, die aan dit boek zijn naam verbindt.

## Samenvatting
De twee rechercheurs van deze detectiveserie zijn:
- Oscar Graanoogst. Deze ervaren rechercheur heeft Surinaamse wortels en is getrouwd met Henny. Ze hebben twee dochters Cindy en Blossom en twee zoons Chester en Leroy. Hij werkt vanuit het politiebureau in De Pijp aan de Ferdinand Bolstraat
- Hendrick Zijlstra. Een jonge slordig geklede jonge rechercheur met een honkbalpetje. Hij woont niet meer thuis bij zijn moeder, maar is via haar, Emmy Zijlstra-de Cock, het neefje van de beroemdste Amsterdamse rechercheur Jurriaan De Cock.

## Verhaal
In een gesloten winkel aan het Cornelis Troostplein met op de ruit “Belarus” ligt een man met ingekliefde schedel. De twee rechercheurs roepen eigenaar Victor Davidenko op om de deur te openen en hij neemt zijn vrouw Irina mee. Het drietal was gezamenlijk met de dood aangetroffen oudste broer Anatoli(Tolja) bezig om een winkel met Wit-Russische specialiteiten te openen.
Commissaris Albert ter Schegget dwingt zijn 2 ondergeschikten om contact op te nemen met het hoofdbureau. Ze worden ontvangen door de collega’s Bruno Koopmans en Nico te Velde die leiding geven aan een internationale werkgroep die bezig is de Russische maffia in kaart te brengen. Hoewel ze al onderzoek hebben gedaan bij Anatoli zijn werkgever, de importfirma Ruskolanda, moeten ze de zaak overdragen. Ze mogen alleen doorrechercheren op persoonlijke motieven, maar ze moeten de Russische onderwereld met rust laten. Bijna gelijktijdig wordt Ruskolanda verkocht aan een onbekende koper.
Het onderzoek schiet zo dus niet op en ook via de Technische Recherche komt weinig bruikbare informatie. Van zijn moeder Emmie de Cock krijgt Hendrick een laatste tip. Volgens Jurriaan De Cock moest je als rechercheur met een vastzittende zaak achter de vrouw aangaan. Hendrick neemt deze wanhoopskreet ter harte en legt Irina en Victor het vuur na aan de schenen. Hij krijgt boven tafel dat inderdaad Tolja verliefd was geraakt op zijn schoonzus. In een gesprek van Anatoli met zijn broer Victor in de nieuw te openen winkel kwam het tot een herhaling van hun oude circusact. Maar waar in het circus de strijdbijlen altijd rechtdoor vlogen en het slachtoffer wegdook, liet Tolja volgens Victor deze keer de strijdbijl zijn schedel klieven.